# Leeloo
Leeloo  (volledige naam: Leeloominaï Lekatariba Lamina-Tchaï Ekbat De Sebat) is een personage uit de film The Fifth Element, gespeeld door Oekraïens-Amerikaans actrice Milla Jovovich.
Leeloo is het vijfde element (namelijk, liefde): een perfect opperwezen, geconstrueerd om gecombineerd met de vier elementen aarde, lucht, vuur en water het universum te beschermen tegen het ultieme kwaad.
Leeloo heeft oranje met geel haar, lichte groen-blauwe ogen en is 1,73 meter lang. Aan de binnenkant van haar rechterpols heeft ze een tatoeage die de vier elementen voorstelt. Ze is heel sterk en kan snel informatie in zich opnemen. Ze heeft vijfduizend keer zoveel DNA als een gemiddelde mens. Ze spreekt de goddelijke taal, de oertaal van het universum van voordat er tijd was, maar kan in korte tijd elke moderne taal leren.
Uitspraken van haar:
"Waarom jullie redden als jullie alleen maar alles vernietigen?"
"Ekto gamat" (betekent: nooit zonder mijn toestemming)
Het personage Leeloo en het verhaal van de film zijn bedacht door de Franse filmer Luc Besson. Hij begon met het schrijven van The Fifth Element op zestienjarige leeftijd.